# Ріхард Зойсс
Ріхард Зойсс (нім. Richard Seuss; 28 серпня 1897, Лейпциг — 26 вересня 1963, Мюнстер) — німецький офіцер, оберлейтенант морської артилерії резерву крігсмаріне (1 листопада 1941), корветтен-капітан резерву бундесмаріне. Кавалер Лицарського хреста Залізного хреста з дубовим листям.

## Біографія
Учасник Першої світової війни. Після демобілізації армії залишений в рейхсвері, служив в артилерії. В 1928 році вийшов у відставку. В серпні 1939 року був призваний в армію і в січні 1941 року переведений в морську артилерію. З липня 1941 року служив в Лібау, потім — в Гелі у складі 119-го морського артилерійського дивізіону. З серпня 1942 року служив в 608-му морському артилерійському дивізіоні у Франції, командир берегової батареї «Іль де Кеземб», яка входила в оборонний район Сен-Мало. Відзначився у боях в Нормандії, де був взятий в полон.

## Нагороди
Отримав численні нагороди, серед яких
- Почесний хрест ветерана війни з мечами
- Спортивний знак СА
- Залізний хрест 2-го і 1-го класу
- Лицарський хрест Залізного хреста з дубовим листям
  - лицарський хрест (15 серпня 1944)
  - дубове листя (№ 577; 2 вересня 1944)
- Двічі відзначений у Вермахтберіхт